# Покиданець-Мазурок Ірина Іванівна
Мазурок-Покиданець Ірина Іванівна (нар. 30 травня 1961, Миколаїв, Українська РСР, СРСР) — радянська та українська художниця-графік і педагог. Членкиня Національної спілки художників України (1995).

## Життєпис
Народилася 30 травня 1961 року в Миколаєві. Навчалася у Хмельницькій і Миколаївській художніх школах.
У 1983 році закінчила художньо-графічний факультет Одеського педагогічного інституту імені К. Д. Ушинського за фахом вчителька малювання та креслення (викладачі за фахом А. Ворохта, В. Єфименко, Е. Серпіонова). З того ж року учасниця художніх виставок у Миколаєві, з 1989 — учасниця всеукраїнських художніх виставок в Миколаєві та Києві.
Членкиня Національної спілки художників України з 1995 року, з того ж року членкиня і її Миколаївської обласної організації.
Дружина Віктора Богдановича Покиданця. На творчій роботі, створює графічні пейзажі та витинанки.

## Творчий доробок

### Вибрані твори
- «Пори року» (1989);
- «Весільна» (1990);
- «Зоологічний щоденник» (1993);
- «Повітряні змії» (1994);
- «Екологічний щоденник» (1995);
- «На дні» (1996);
- «Вже пора» (2000);
- «Повітряні змії», «Сади три» (витинанки, обидва — 1993);
- «Новий рік», «Різдвяні приготування» (витинанки, обидва — 1995);
- «Міські гойдалки» (витинанка, 2000);
- «Рік бика» (витинанка, 2008).

### Виставки
- Молодіжна виставка в Центральному будинку художника (Київ, 1989);
- Республіканська виставка «Естамп» (Київ, 1990);
- Республіканська виставка «Мальовнича Україна» (Миколаїв, 1993);
- Всеукраїнська виставка «Марино–96» (Одеса, 1996);
- Всеукраїнська виставка «Людина, планета, світ» (Київ, 1997);
- Персональна виставка в Миколаєві (1995);
- Виставка в рамках «Року Україну в Російській Федерації» (Москва, 1998; 2002);
- Всеукраїнський конкурс «Таланти твої, Україно!» (Київ, 2003);
- Персональна виставка в місті Плів (галерея «На Покровській», 2006);
- Обласна виставка «Жінки Миколаєву» (Миколаїв, 2006);
- Обласна виставка «Весняний настрій» (Миколаїв, 2007).

## Нагороди
- Медаль «Відмінник освіти України» (2004).